# مختبر معهد أبحاث جورجيا تك للمعلومات والاتصالات
مختبر معهد أبحاث جورجيا تك للمعلومات والاتصالات هو واحد من ثمانية مختبرات في معهد بحوث جورجيا للتكنولوجيا بجوار مختبر تكنولوجيا المعلومات وأمن المعلومات وهو جزء من إدارة المعلومات والعلوم السيبرانية.
```
يقوم بإجراء مجموعة واسعة من الأبحاث في مجالات 
علوم الكمبيوتر
 
وتكنولوجيا المعلومات
 
والاتصالات
 والشبكات وتطوير المنتجات التجارية من الأبحاث الجامعية.
[
3
]
```

## نطاق الأبحاث
يحل المشاكل المعقدة التي تنطوي على معالجة المعلومات وتخزينها وتمثيلها وتبادلها وتقنيات وتطبيقات الإنترنت وقاعدة البيانات وأمن المعلومات وضمانها مع الخصوصية وإدارة المعرفة وتصور البيانات ورسم الخرائط / المعلومات الجغرافية والمحاكاة الموزعة ونظم المعلومات المؤسسية.
يعمل الباحثون في مجال الاتصالات السلكية واللاسلكية عريضة النطاق وأنظمة النفاذ اللاسلكي وأنظمة المعلومات متعددة الوسائط والاتصالات التكتيكية ومراقبة الاتصالات وتعطيلها وحرب المعلومات وضمانها وتقييم التكنولوجيا وتكامل التطبيقات وأنظمة راديوية البرامج.
يفسر مكتب تحليل السياسات والبحوث جوانب السياسة العامة للتكنولوجيا لا سيما عندما يتعلق الأمر بالجهود البحثية التطبيقية. على وجه التحديد يدرس جوانب السياسة العامة للتكنولوجيا قيد التطوير ويحلل القرارات التي اتخذت في ساحة السياسة التي تتعلق بالبحوث والتنمية.
يوفر قدرات القيادة والتحكم وتحليل المتطلبات الوظيفية لمكونات الخدمة المختلفة عبر وزارة الدفاع في فرجينيا.